# Cristian Manea
Cristian Marian Manea, né le 9 août 1997 à Agigea, est un footballeur international jouant au CFR Cluj.

## Carrière

### En club
Né à Constanța, Cristian Manea fait ses débuts professionnels avec son club formateur, le FC Viitorul Constanța, durant la saison 2013-2014.
Après 35 matchs avec le Viitorul Constanța et sa première sélection internationale, on annonce son transfert pour Chelsea en juin 2015, pour une somme d'environ trois millions d'euros mais en réalité, c'est une supercherie, il ne fut jamais transféré à Chelsea mais au club chypriote de l'Apollon Limassol. À la fin du mois d'août, il est prêté en Belgique au Royal Mouscron-Péruwelz pour gagner du temps de jeu,. 
En février 2016, Cristian Manea a été élu par le journal espagnol Marca comme l'un des 11 joueurs les plus talentueux de sa génération.

### En sélection nationale
Il reçoit sa première sélection en équipe de Roumanie le 31 mai 2014, lors d'un match amical face à l'Albanie. Âgé de 16 ans, 9 mois et 22 jours, il devient le plus jeune joueur roumain de l'histoire à débuter en équipe nationale, battant le record de Grațian Sepi qui datait de 1928.

## Statistiques
| Saison                | Club                        | Championnat           | Championnat | Championnat | Coupe nationale | Coupe nationale | Coupe de la Ligue | Coupe de la Ligue | Roumanie | Roumanie | Total | Total |
| Saison                | Club                        | Division              | M.          | B.          | M.              | B.              | M.                | B.                | M.       | B.       | M.    | B.    |
| 2013-2014             | Viitorul Constanța          | Liga I                | 5           | 0           | -               | -               | -                 | -                 | 1        | 0        | 6     | 0     |
| 2014-2015             | Viitorul Constanța          | Liga I                | 26          | 2           | 1               | 0               | 2                 | 0                 | -        | -        | 29    | 2     |
| Sous-total            | Sous-total                  | Sous-total            | 31          | 2           | 1               | 0               | 2                 | 0                 | 1        | 0        | 35    | 2     |
| 2015-2016             | Royal Excel Mouscron (prêt) | Jupiler Pro League    | 7           | 0           | 2               | 0               | -                 | -                 | -        | -        | 9     | 0     |
| 2016-2017             | Royal Excel Mouscron (prêt) | Jupiler Pro League    | 8           | 0           | 1               | 0               | -                 | -                 | -        | -        | 9     | 0     |
| Sous-total            | Sous-total                  | Sous-total            | 15          | 0           | 3               | 0               | -                 | -                 | -        | -        | 18    | 0     |
| 2017-2018             | CFR Cluj (prêt)             | Liga I                | 35          | 0           | 0               | 0               | -                 | -                 | 2        | 1        | 37    | 1     |
| 2018-2019             | CFR Cluj (prêt)             | Liga I                | 13          | 0           | 2               | 0               | -                 | -                 | 3        | 0        | 18    | 0     |
| Sous-total            | Sous-total                  | Sous-total            | 48          | 0           | 2               | 0               | -                 | -                 | 5        | 1        | 55    | 1     |
| Total sur la carrière | Total sur la carrière       | Total sur la carrière | 94          | 2           | 6               | 0               | 2                 | 0                 | 6        | 1        | 108   | 3     |

## Palmarès

### Club
- CFR Cluj
  - Champion de Roumanie en 2018, 2019 et 2021
  - Vainqueur de la Supercoupe de Roumanie en 2018 et 2020